# Locrine
Locrine é uma peça teatral do período isabelino atribuída a William Shakespeare e alusiva à Guerra de Troia.